# Gaahl
Kristian Eivind Espedal (Sunnfjord, 1975. augusztus 7. –) ismertebb zenekari nevén Gaahl norvég énekes. Leginkább a Gorgoroth nevű norvég black metal zenekarból lett ismert, de további zenekarokban is énekelt, a Trelldomban, a Gaahlskaggban, a God Seedben, a Wardrunában és a Sigfaderben. Három filmben is szerepet kapott.

## Zenei pályája
Első zenekara a black metal stílusú Trelldom volt, aminek az egyik alapítója volt Tyrant gitáros és Taakeheim basszusgitáros mellett 1993-ban. 1994-ben készítettek egy demólemezt Goat Pervertor dobos közreműködésével. Majd Gaahl és Tyrant elkészítette és felvette az első nagylemezét a zenekarnak Til Evighet néven 1995-ben. 1998-ban kiadtak egy újabb albumot Til et Annet néven Mutt dobossal. Még ebben az évben Gaahl megalapította Skagg gitárossal a Gaahlskagg és a Sigfader zenekarokat. Mind a kettő kiadott egy EP-t 1999-ben.
Gaahl 1998-ban csatlakozott a szintén black metal zenekarhoz, a Gorgoroth-hoz. Először a Destroyer albumon lehet hallani, bár egyedül a címadó dalon énekelt. Az első Gorgoroth album, amin fő énekes volt, az a 2000-ben megjelent Incipit Satan volt.
2007-ben Gaahl King ov Hell basszusgitárossal kiszakadt a Gorgorothból a névváltoztatási vita során, majd 2009-ben megalapították a God Seed zenekart, de abbahagyták Gaahl rövid, ám akkor véglegesnek tűnő visszavonulása miatt, majd 2012-ben újraalapították. Még abban az évben kiadtak egy koncertlemezt és egy stúdióalbumot is.

## Magánélete
2004-ben kiderült róla, hogy vegetáriánus. Ezt 2005-ben tárta nyilvánosság elé egy vele készített interjúban. 2008-ban homoszexuálisnak vallotta magát. 2010-ben elnyerte az év homoszexuálisa díjat Norvégiában, Bergen városában.

## Filmszerepei
Két dokumentumfilmben szerepelt, az egyik a 2005-ös "Metal: A Headbanger's Journey", a másik pedig a 2007-ben megjelent "True Norwegian Black Metal" volt. 2012-ben egy Roar Uthaug által rendezett történelmi akciófilmben kapott szerepet, az "Escape (Flukt)"-ban.

## Diszkográfia
| Év   | Cím                                              | Együttes   | Megjegyzések                                     |
| ---- | ------------------------------------------------ | ---------- | ------------------------------------------------ |
| 1994 | Disappearing of the Burning Moon (demo)          | Trelldom   |                                                  |
| 1995 | Til Evighet                                      | Trelldom   |                                                  |
| 1998 | Til et Annet                                     | Trelldom   |                                                  |
| 1998 | Destroyer                                        | Gorgoroth  | ének a "Destroyer" című számon                   |
| 1999 | Sigfaders hevner (demo)                          | Sigfader   |                                                  |
| 1999 | Split With Stormfront                            | Gaahlskagg |                                                  |
| 2000 | Erotic Funeral                                   | Gaahlskagg |                                                  |
| 2000 | Incipit Satan                                    | Gorgoroth  |                                                  |
| 2003 | Twilight of the Idols                            | Gorgoroth  |                                                  |
| 2006 | Ad Majorem Sathanas Gloriam                      | Gorgoroth  |                                                  |
| 2006 | Secht                                            | Secht      | kiegészítő ének                                  |
| 2007 | Til Minne                                        | Trelldom   |                                                  |
| 2008 | Black Mass Krakow 2004                           | Gorgoroth  | élő koncertfelvétel 2004 februárjából            |
| 2008 | True Norwegian Black Metal – Live in Grieghallen | Gorgoroth  | élő koncertfelvétel 2007-ből                     |
| 2009 | Runaljóð - gap var Ginnunga                      | Wardruna   |                                                  |
| 2009 | Skandinavisk misantropi                          | Skitliv    | kiegészítő ének a "Hollow Devotion" című számban |
| 2012 | Live at Wacken                                   | God Seed   | élő koncertfelvétel 2008 augusztusából           |
| 2012 | I Begin                                          | God Seed   |                                                  |

## Fordítás
- Ez a szócikk részben vagy egészben a Gaahl című angol Wikipédia-szócikk ezen változatának fordításán alapul.  Az eredeti cikk szerkesztőit annak laptörténete sorolja fel. Ez a jelzés csupán a megfogalmazás eredetét és a szerzői jogokat jelzi, nem szolgál a cikkben szereplő információk forrásmegjelöléseként.